# Marco da Gagliano
Marco da Gagliano (ur. w 1582 we Florencji, zm. w 1643 tamże) – włoski kompozytor, kapelmistrz i śpiewak.
Był kapelmistrzem dworu Medicich i Bazyliki San Lorenzo we Florencji oraz członkiem Cameraty florenckiej. Działał też na dworze Medicich jako śpiewak i instrumentalista.
Urodził się we Florencji, gdzie spędził większość życia. Od r. 1602 pracował przez 6 lat przy kościele San Lorenzo jako nauczyciel śpiewu. W 1609 wyjechał do Mantui, gdzie tworzył muzykę dla rodziny Gonzaga. Tam też powstała jego opera Dafne, wystawiona pod koniec lutego 1608 w pałacu książęcym w Mantui. Jest to jedno z ważniejszych dzieł we wczesnej historii opery.
W 1609 wrócił do Florencji, aby rozpocząć pracę jako maestro di cappella w Compagnia dell’ Arcangelo Raffaello, bractwie, w którym jako chopiec uzyskał wykształcenie muzyczne. Następnie przyjął posadę maestro di cappella na dworze Medicich, którą piastował przez 35 lat.
Napisał dużą liczbę utworów, zarówno kościelnych, jak i świeckich, w tym monodie w innowacyjnym stylu wczesnobarokowym, a także liczne madrygały, przeważnie a cappella, które były reminiscencją stylu późnego renesansu. To przenikanie się trendów progresywnych i konserwatywnych jest widoczne w całej jego muzyce – część utworów sakralnych została napisana a cappella w stylu prima prattica, podczas gdy inne wykazują wpływ szkoły weneckiej.
Gagliano wywarł wielki wpływ na muzykę swego czasu, stosownie do swego stanowiska na dworze Medicich, gdzie odpowiadał za wszelką działalność muzyczną. Jednak po śmierci popularność jego muzyki szybko zgasła, przyćmiona przez muzykę innych współczesnych mu twórców, jak Claudio Monteverdi.